# Liste deutsch-finnischer Städte- und Gemeindepartnerschaften
Dies ist eine unvollständige Liste von Städte- und Gemeindepartnerschaften zwischen Deutschland und Finnland.
| Deutsche Gemeinde                  | Bundesland             | Finnische Gemeinde                    | Landschaft (maakunta / landskap) | seit                     |
| ---------------------------------- | ---------------------- | ------------------------------------- | -------------------------------- | ------------------------ |
| Amberg                             | Bayern                 | Siilinjärvi                           | Nordsavo                         | 1999                     |
| Aschersleben                       | Sachsen-Anhalt         | Kerava                                | Uusimaa                          | 2010                     |
| Bad Segeberg                       | Schleswig-Holstein     | Riihimäki                             | Kanta-Häme                       | 1954                     |
| Beverungen                         | Nordrhein-Westfalen    | Rääkkylä                              | Nordkarelien                     | 1975                     |
| Bremerhaven                        | Bremen                 | Pori                                  | Satakunta                        | 1969                     |
| Büchen                             | Schleswig-Holstein     | Liperi                                | Nordkarelien                     | 1995                     |
| Bünde                              | Nordrhein-Westfalen    | Jakobstad                             | Österbotten                      | 1968                     |
| Buchholz in der Nordheide          | Niedersachsen          | Järvenpää                             | Uusimaa                          | 2005                     |
| Castrop-Rauxel                     | Nordrhein-Westfalen    | Kuopio                                | Nordsavo                         | 1965                     |
| Celle                              | Niedersachsen          | Hämeenlinna                           | Kanta-Häme                       | 1972                     |
| Chemnitz                           | Sachsen                | Tampere                               | Pirkanmaa                        | 1961                     |
| Detmold                            | Nordrhein-Westfalen    | Savonlinna                            | Südsavo                          | 2004                     |
| Dinkelsbühl                        | Bayern                 | Porvoo                                | Uusimaa                          | 1961                     |
| Elmshorn                           | Schleswig-Holstein     | Raisio                                | Varsinais-Suomi                  | 2000                     |
| Essen                              | Nordrhein-Westfalen    | Tampere                               | Pirkanmaa                        | 1960                     |
| Fladungen (Rhön)                   | Bayern                 | Köyliö                                | Satakunta                        | 1996                     |
| Frankfurt (Oder)                   | Brandenburg            | Vantaa                                | Uusimaa                          | 1987                     |
| Garmisch-Partenkirchen             | Bayern                 | Lahti                                 | Päijät-Häme                      | 1987                     |
| Gera                               | Thüringen              | Kuopio                                | Nordsavo                         | 1972                     |
| Greifswald                         | Mecklenburg-Vorpommern | Kotka                                 | Kymenlaakso                      | 1959                     |
| Halle (Saale)                      | Sachsen-Anhalt         | Oulu                                  | Nordösterbotten                  | 1972                     |
| Hof                                | Bayern                 | Joensuu                               | Nordkarelien                     | 1969                     |
| Hohenlockstedt                     | Schleswig-Holstein     | Lapua                                 | Südösterbotten                   | 1973                     |
| Kassel                             | Hessen                 | Rovaniemi                             | Lappland                         | 1972                     |
| Kiel                               | Schleswig-Holstein     | Vaasa                                 | Österbotten                      | 1967                     |
| Köln                               | Nordrhein-Westfalen    | Turku                                 | Varsinais-Suomi                  | 1967                     |
| Leverkusen                         | Nordrhein-Westfalen    | Oulu                                  | Nordösterbotten                  | 1968                     |
| Lübeck                             | Schleswig-Holstein     | Kotka                                 | Kymenlaakso                      | 1969                     |
| Misburg-Anderten (zu Hannover)     | Niedersachsen          | Kankaanpää                            | Satakunta                        | 1970                     |
| Mülheim an der Ruhr                | Nordrhein-Westfalen    | Kouvola (begründet mit Kuusankoski)   | Kymenlaakso                      | 1972                     |
| Neustrelitz                        | Mecklenburg-Vorpommern | Rovaniemi                             | Lappland                         | 1963Freundschaftsvertrag |
| Odenthal                           | Nordrhein-Westfalen    | Paimio                                | Varsinais-Suomi                  | 2011                     |
| Pirna                              | Sachsen                | Varkaus                               | Nordsavo                         | 1961/1998                |
| Potsdam                            | Brandenburg            | Jyväskylä                             | Mittelfinnland                   | 1985                     |
| Rastatt (Landkreis)                | Baden-Württemberg      | Vantaa                                | Uusimaa                          | 1968                     |
| Ratingen                           | Nordrhein-Westfalen    | Kokkola                               | Mittelösterbotten                | 1989                     |
| Rostock                            | Mecklenburg-Vorpommern | Turku                                 | Varsinais-Suomi                  | 1959                     |
| Rüsselsheim am Main                | Hessen                 | Varkaus                               | Nordsavo                         | 1979                     |
| Salzgitter                         | Niedersachsen          | Imatra                                | Südkarelien                      | 1970                     |
| St. Georgen im Schwarzwald         | Baden-Württemberg      | Vesilahti                             | Pirkanmaa                        | 2002                     |
| Schlangen                          | Nordrhein-Westfalen    | Viitasaari                            | Mittelfinnland                   | 1998                     |
| Schöningen                         | Niedersachsen          | Outokumpu                             | Nordkarelien                     | 2000                     |
| Schwalm-Eder-Kreis                 | Hessen                 | Kajaani                               | Kainuu                           | 1973                     |
| Schwäbisch Hall                    | Baden-Württemberg      | Lappeenranta                          | Südkarelien                      | 1985                     |
| Schweinfurt                        | Bayern                 | Seinäjoki                             | Südösterbotten                   | 1979                     |
| Schwerin                           | Mecklenburg-Vorpommern | Vaasa                                 | Österbotten                      | 1965                     |
| Schwerte                           | Nordrhein-Westfalen    | Leppävirta                            | Nordsavo                         | 1992                     |
| Simmern/Hunsrück                   | Rheinland-Pfalz        | Mänttä-Vilppula                       | Pirkanmaa                        | 2019                     |
| Steinheim (begründet von Hagedorn) | Nordrhein-Westfalen    | Haukipudas (begründet mit Kirkonkylä) | Nordösterbotten                  | 2001                     |
| Stralsund                          | Mecklenburg-Vorpommern | Pori                                  | Satakunta                        | 1968                     |
| Suhl                               | Thüringen              | Lahti                                 | Päijät-Häme                      | 1988                     |
| Torgau                             | Sachsen                | Hämeenkyrö                            | Pirkanmaa                        | 1998                     |
| Vechelde                           | Niedersachsen          | Valkeakoski                           | Pirkanmaa                        | 1976                     |
| Weener                             | Niedersachsen          | Eurajoki                              | Satakunta                        | 1992                     |
| Weimar                             | Thüringen              | Hämeenlinna                           | Kanta-Häme                       | 1970                     |
| Wildau                             | Brandenburg            | Salla                                 | Lappland                         | 2000                     |
| Wismar                             | Mecklenburg-Vorpommern | Kemi                                  | Lappland                         | 1959                     |
| Zülpich                            | Nordrhein-Westfalen    | Kangasala                             | Pirkanmaa                        | 1994                     |